# Aguja Saint Exupery

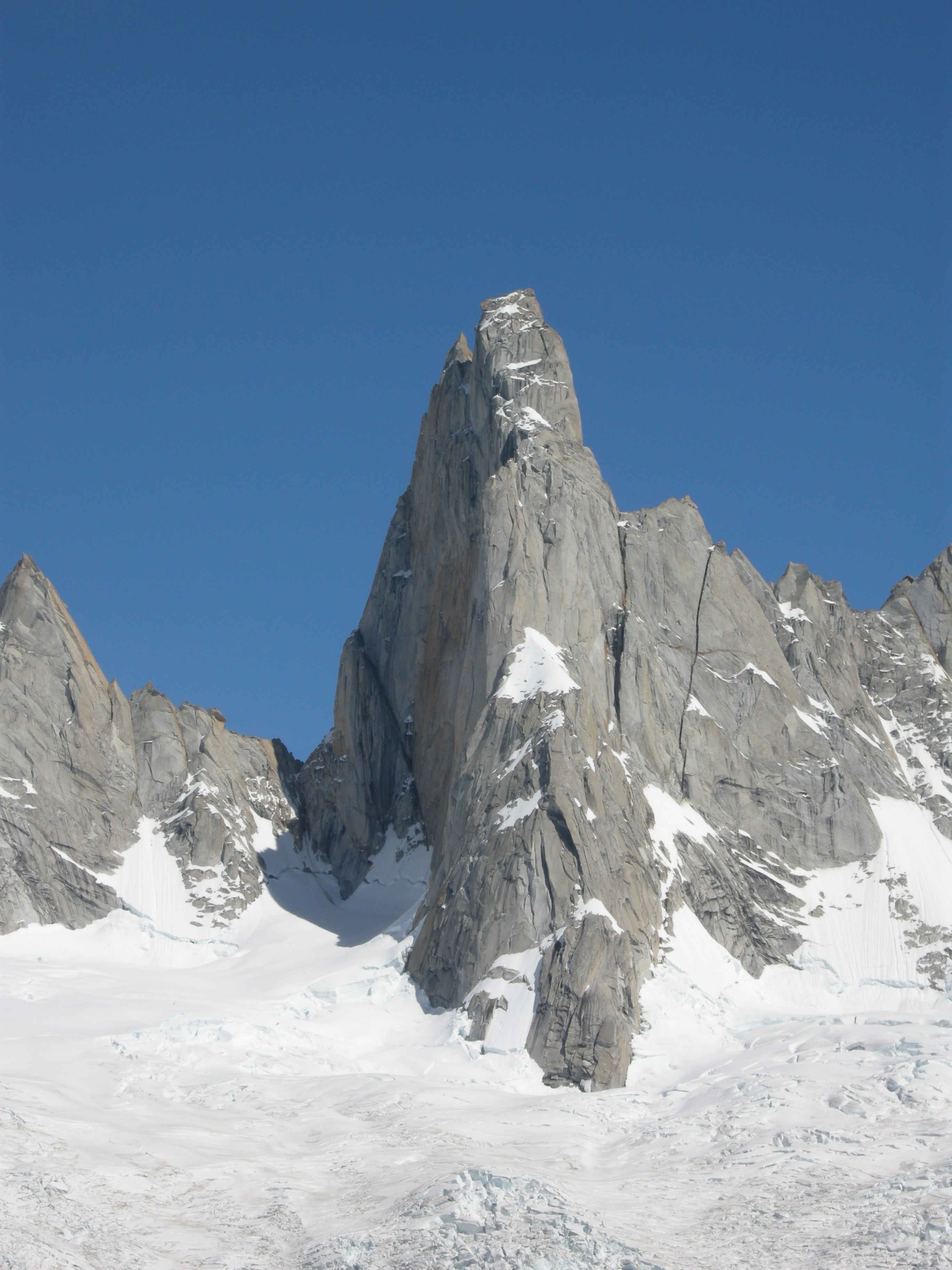
Cara este de la Aguja Saint-Exupery tomada desde la Laguna de los Tres.

La Aguja Saint Exupery (o Saint-Exupéry) es un pico granítico localizado en el Parque nacional Los Glaciares, en cercanías de la localidad de El Chaltén, en el oeste de la provincia de Santa Cruz, en la patagonia Argentina. Su altura es de 2558 m, algo superior a las cercanas Aguja Raphael (2482 m) y Aguja de la S (2335 m). Se encuentra en la ubicación 49°17′19″S 73°02′18″O / -49.28848, -73.03825.
Los ascensos se realizan entre los meses de noviembre a febrero, correspondientes a finales de primavera y verano del hemisferio austral.

## Historia
Fue nombrada en honor a Antoine de Saint-Exupéry por Louis Lliboutry, —glaciólogo de nacionalidad francesa—, durante una expedición realizada en 1952 con Francisco Ibáñez, Lionel Terray y Guido Magnon.
El primer ascenso se efectuó por la cara este en febrero de 1968. El equipo italiano nombró el itinerario como la Ruta Italiana, que presenta 700 m de desnivel y una dificultad de 60° de nieve.

## Escaladores muertos
- La canadiense Bryn Carlyle Norman en enero de 2012.[5]